# Liwaa Al-Umma
Liwaa Al-Umma,  (árabe: لواء الامة) traducción: "La Bandera de la Nación", es una brigada del Ejército Libre Sirio, grupo armado que lucha contra el gobierno sirio en la Guerra Civil Siria.

## Creación
El grupo fue creado por Mahdi al-Harati, un irlandés-libio y un excomandante del Consejo Nacional de Transición (CNT) y el Ejército de Liberación Nacional Libio (ELNL) que lideró a las fuerzas rebeldes libias durante la Batalla de Trípoli.
Harati decidió crear una Brigada con base en varias conversaciones que mantuvo con miembros de la oposición siria durante su estancia en Siria a principios de 2012. 
En 2013, Harati cedió el liderazgo de la organización, la cual dejó de ser un grupo independiente y pasó a ser una brigada bajo el control directo del ELS.

## Composición
El grupo no intenta activamente reclutar libios, y aproximadamente el 90% del grupo de más de 6.000 miembros es de nacionalidad siria, mientras que el 10% restante son una mezcla de libios y otros árabes. 
A pesar de su ideología islamista, tiene una posición más moderada con respecto a otros grupos como el Frente Al-Nusra.